# Phil Taylor (drummer)
Philip John Taylor (Hasland, 21 september 1954 – Londen, 12 november 2015), ook wel bekend als Philthy Animal, was een Engelse drummer. Hij is vooral bekend als drummer voor de heavy metalband Motörhead. Taylor speelde met Motörhead van 1975 tot 1984 en van 1987 tot 1992. Hij nam elf studioalbums en vier livealbums met de band op. Taylor was daarnaast een van de pioniers van het gebruik van dubbele bassdrums in een drumritme. Taylors stijl was energiek en agressief, mede door zijn zware gebruik van amfetamine.

## Discografie

### Motörhead
- On Parole (opgenomen 1975-‘76, uitgebracht 1979)
- Motörhead (1977)
- Overkill (1979)
- Bomber (1979)
- Ace of Spades (1980)
- No Sleep 'til Hammersmith (1981)
- Iron Fist (1982)
- Another Perfect Day (1983)
- Rock 'n' Roll (1987)
- Nö Sleep at All (1988)
- 1916 (1991)
- March ör Die (1992) –  alleen op "I Ain't No Nice Guy"